# Vlastislav Housa
Vlastislav Housa (1. ledna 1932 Košťálov – 5. září 2004 Praha) byl český sochař a medailér.

## Život
V letech 1947–1951 vystudoval SUPŠ Turnov, v letech 1951–1956 AVU, kde jeho profesory byli Otakar Španiel a Jan Lauda.
Od roku 1988 zasloužilý umělec.